# Флерінген (Нідерланди)
Флерінген (нід. Fleringen) — село в нідерландській провінції Оверейсел. Входить до муніципалітету Тюбберген.
Його площа становить 9,34 км², а населення станом на 2021 рік складало 890 осіб.
Перша згадка про населений пункт датується 1227 роком.

## Галерея

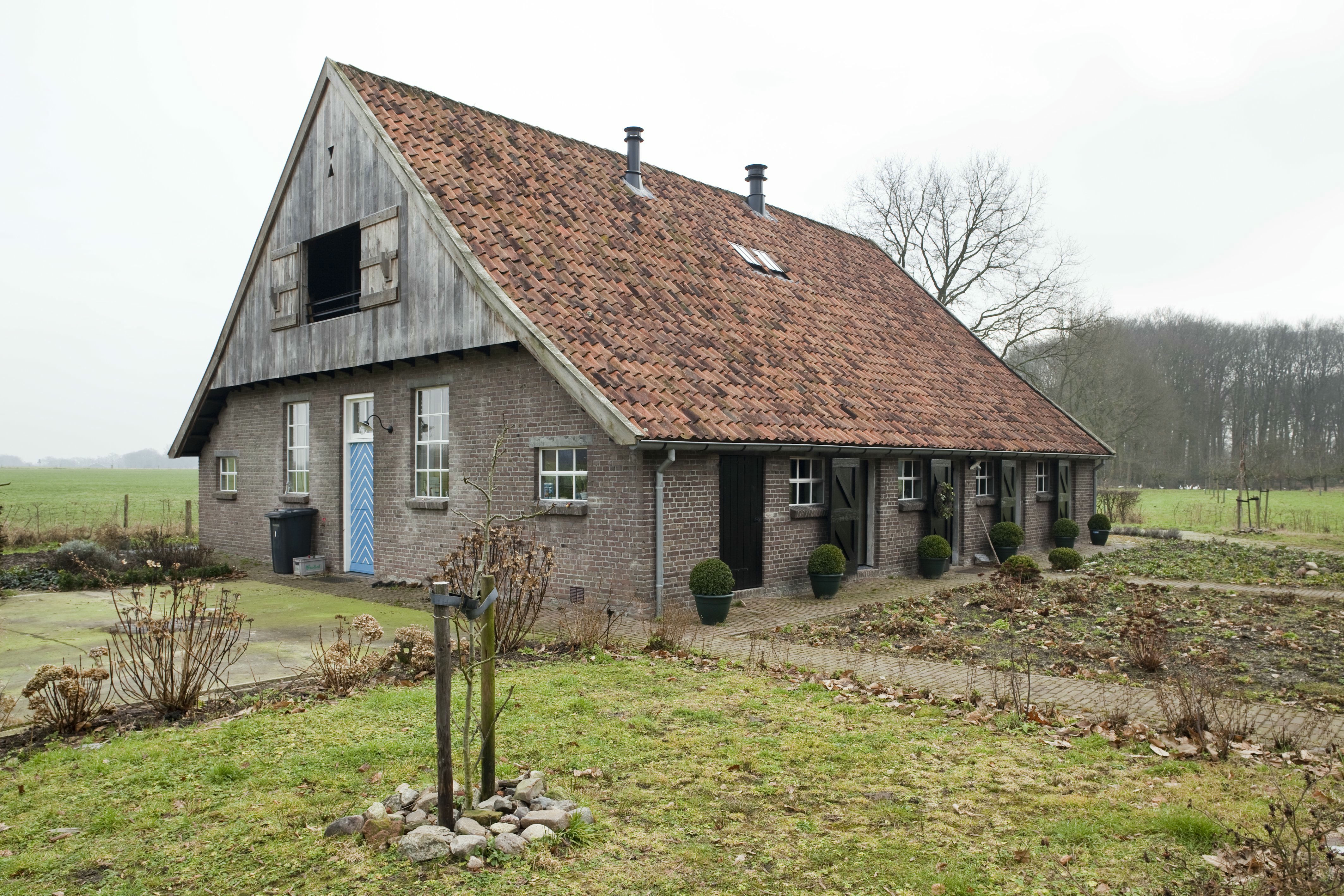
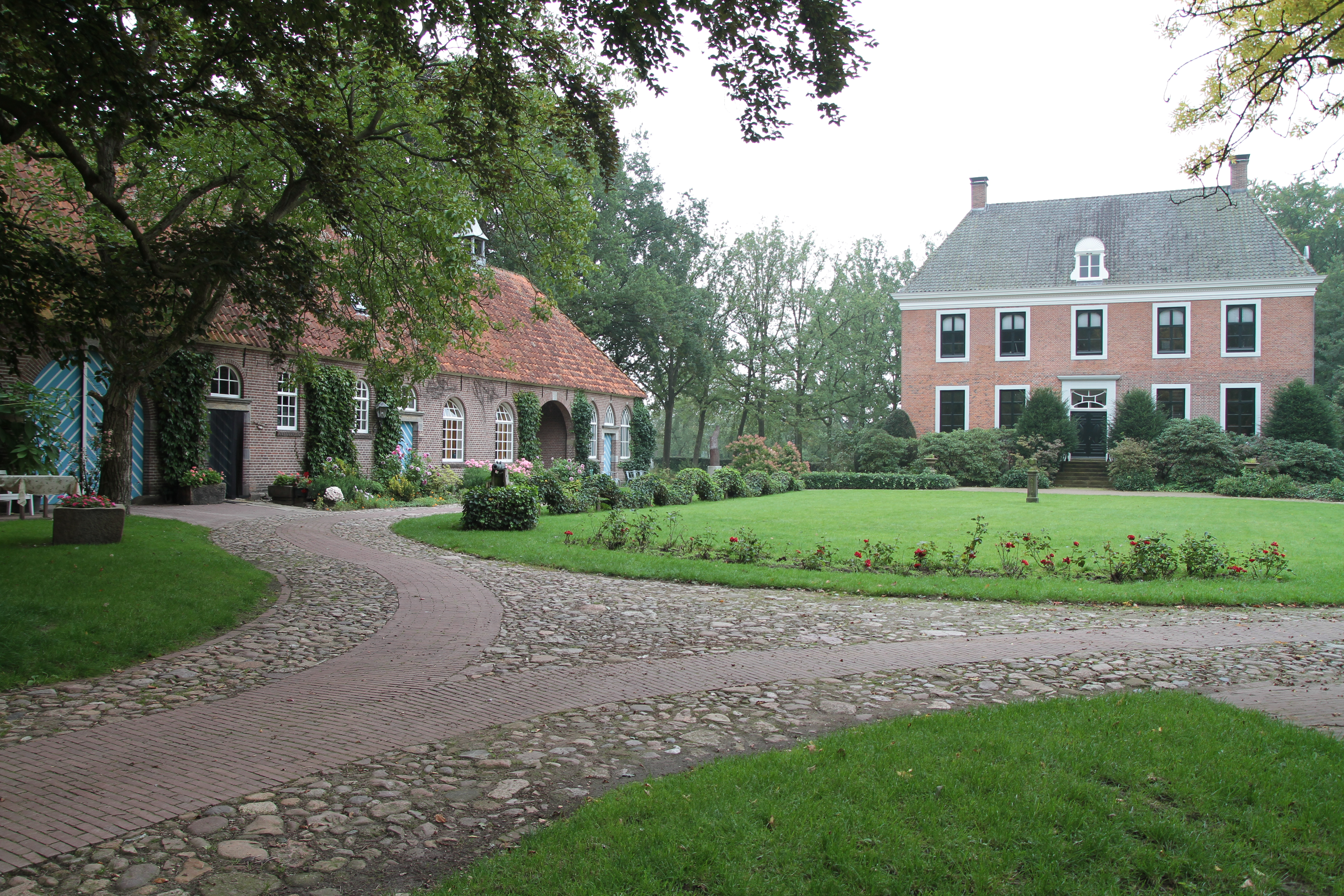